# Alexander Nevski (film)
Aleksander Nevski (ook getranscribeerd als Aleksandr Njewskij) (Russisch: Александр Невский) is een Sovjet-Russische film uit 1938, geregisseerd door Sergej Eisenstein en Dmitri Vasiljev in opdracht van Mosfilm. De film beschrijft het leven van vorst Alexander Nevski van Novgorod (1220–1263). De muziek is van de componist Sergej Prokofjev.
De film beschrijft hoe Alexander Nevski de ridders van de Duitse Orde in 1242 verslaat op het Peipusmeer met de Slag op het IJs. Dit thema was in 1938 hoogst actueel, omdat in dat jaar spanningen waren tussen de Sovjet-Unie en nazi-Duitsland. Tijdens het Molotov-Ribbentroppact werd de film uit de bioscopen gehaald. Toen de Sovjet-Unie in 1941 echter aangevallen werd door Duitsland, werd de film opnieuw uitgebracht.

## Rolverdeling
| Acteur                | Personage                                  |
| --------------------- | ------------------------------------------ |
| Nikolay Cherkasov     | Alexander Nevski                           |
| Nikolai Okhlopkov     | Vasili Buslai                              |
| Andrei Abrikosov      | Gavrilo Oleksich                           |
| Dmitriy Orlov         | Ignat - wapensmid                          |
| Vasili Novikov        | Pavsha - gouverneur van Pskov              |
| Nikolai Arsky         | Domash Tverdislavich - Novgorodse bojaar   |
| Varvara Massalitinova | Amelfa Timoferevna - Buslai's moeder       |
| Valentina Ivashova    | Olga Danilovna - dienstmeid van Novgorod   |
| Aleksandra Danilova   | Vasilisa - dienstmeid van Pskov            |
| Vladimir Yershov      | Von Balk - grootmeester Duitse Orde        |
| Sergei Blinnikov      | Tverdilo - corrupte burgemeester van Pskov |
| Ivan Lagutin          | Anani, een monnik                          |
| Lev Fenin             | Aartsbisschop                              |